# Де Дженнаро, Джованни
Джованни Де Дженнаро (итал. Giovanni De Gennaro; род. 21 июля 1992, Брешиа, Ломбардия) — итальянский байдарочник-слаломист. Олимпийский чемпион летних Олимпийских игр 2024 года в байдарке-одиночке в слаломе. Чемпион мира и Европы, призёр чемпионатов мира и Европы. Участник летних Олимпийских игр 2016, 2020 и 2024 годов.

## Биография
Джованни Де Дженнаро родился 21 июля 1992 года в Брешия в Италии. Живёт в Ронкаделле. Был членом Государственного лесного корпуса, а ныне карабинер. Его брат Риккардо, тоже гребец-слаломист на байдарках и каноэ. Слаломистка-каноистка Стефани Хорн — невестка Джованни.

## Спортивная карьера
В 2011 году на чемпионате мира в Братиславе стал бронзовым призёром в командных соревнованиях байдарочников-слаломистов. В 2013 году в Праге в составе итальянской команды стал чемпионом мира.
В 2016 году принимал участие в соревнованиях гребцов на летних Олимпийских играх в Рио-де-Жанейро. Занял итоговое седьмое место в соревнованиях на байдарках-одиночках.
На летних Олимпийских играх в Токио, в 2021 году, не смог квалифицироваться в финал и занял итоговое 14-е место.
На чемпионате мира 2022 года в Германии в индивидуальных соревнованиях байдарочников-слаломистов завоевал серебряную медаль.
В мае 2024 года на европейском чемпионате в Словении в соревнованиях байдарочников-слаломистов стал чемпионом Европы.
На летних Олимпийских играх 2024 года Джованни завоевал золотую олимпийскую медаль в соревнованиях байдарочников-одиночников. Итальянец в финале сумел преодолеть трассу за 88,22 секунды при этом не заработав штрафа.